# Windows Media Player 11
Windows Media Player 11 es la undécima versión del reproductor de vídeos y música creado por Microsoft. Esta versión está únicamente disponible para Windows XP SP2, SP3 y para Windows Vista.

## Historia
Microsoft lanzó primera edición beta pública de su nuevo reproductor para el Windows XP de Windows Media Player (No incluyendo las versiones de febrero de 2005) el 17 de mayo de 2006, lanzó la segunda edición beta al público con nuevas mejoras incluidas el 31 de agosto de 2006. El 30 de octubre lanzó al público la versión final del nuevo reproductor de Microsoft con una nueva interfaz y muchas otras mejoras. Windows Media Player 11 viene incluido en el sistema operativo de Windows Vista perteneciente a la familia de Microsoft a partir del 30 de noviembre de 2006 (Por licencia de volúmenes) y el 30 de enero de 2007 sale la versión oficial del nuevo reproductor de Windows para Microsoft Windows XP. Un resultado de una resolución antimonopolista europea dijo: “Microsoft deberá producir para Windows Vista N, una edición de Windows Media Player para el mercado de la unión europea.”